# Hydroptila calcara
Hydroptila calcara är en nattsländeart som beskrevs av Wells 1978. Hydroptila calcara ingår i släktet Hydroptila och familjen smånattsländor. Inga underarter finns listade i Catalogue of Life.